# Charmian O’Connor

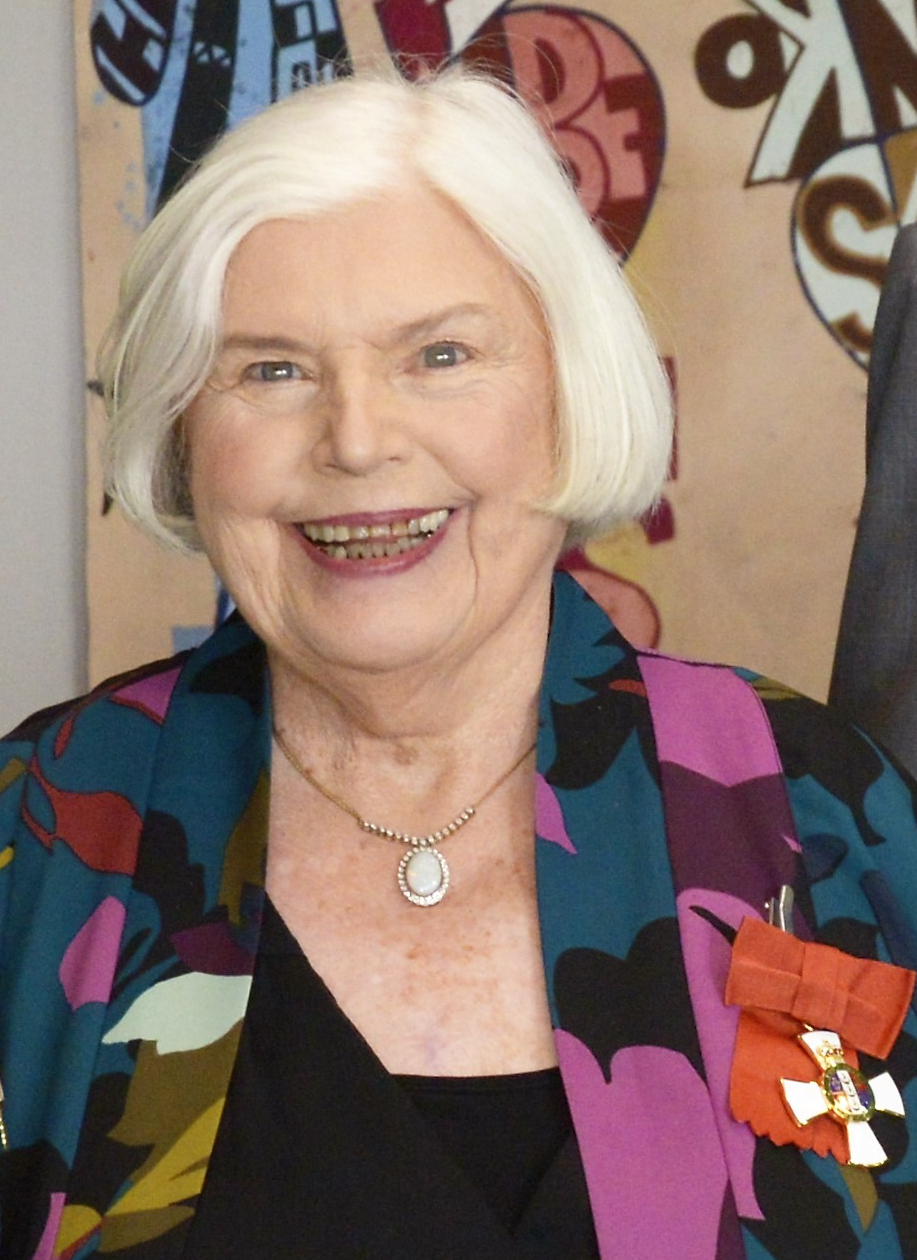
Charmian O’Connor nach ihrer Ernennung zum DNZM für Verdienste um Bildung und Chemie am 10. Oktober 2018

Charmian Jocelyn O’Connor DNZM CBE (* 4. August 1937 in Woodville, Neuseeland) ist eine neuseeländische Chemikerin und Hochschullehrerin. Sie wurde 1986 die erste Professorin für Chemie an der University of Auckland und ist seit 2004 emeritierte Professorin.

## Leben und Werk
O’Connor ist die Tochter des Lehrers Cecil Bishop und seiner Frau Kathrene. 1950 zog sie mit ihrer Familie nach Auckland, wo ihr Vater zum Schulinspektorrat ernannt wurde und sie die Auckland Girls’ Grammar School besuchte. Sie studierte Chemie am Auckland University College, wo sie 1957 einen Bachelor of Science und 1958 den Master of Science erhielt. Sie promovierte 1963 in physikalisch-organischer Chemie an der University of Auckland und erlangte 1973 als die erste Frau und jüngste Empfängerin einen Doctor of Science in Neuseeland.
O’Connor wurde an der University of Auckland 1958 zur Juniordozentin für Chemie und 1986 als erste Frau zur Professorin für Chemie an der Einrichtung ernannt. Im selben Jahr wurde sie für ihre Arbeit zur Frage, wie das Verhalten eines Moleküls durch seine Umgebung beeinflusst wird, zum Fellow der Royal Society of New Zealand ernannt.
Als stellvertretende Vizekanzlerin für Personalentwicklung und Chancengleichheit bei der Beschäftigung (1987–1998) gründete sie das Equal Opportunities Office. 1994 war sie stellvertretende Vizekanzlerin. 2004 gründete sie den Kate Edger Educational Charitable Trust und fungierte von 2005 bis 2013 als Vorsitzende und anschließend bis zu ihrer Pensionierung als Vorsitzende des Preiskomitees und Treuhänderin.

## Forschung
Sie forschte über die Kinetik und Mechanismen von Substraten von biologischem Interesse. Frühe Forschungsarbeiten umfassten die Verwendung stabiler und radioaktiver Isotope als Tracer und die Hydrolyse von Amiden und anderen Derivaten von Carbonsäuren. Sie untersuchte Reaktionen, die in Mizellen, Liposomen und Emulsionen ablaufen, sowie die Rolle des in der Säuglingsernährung stimulierten Gallensalzes und der prägastrischen Lipasen, die aus der epiglottalen Region von Kälbern, Lämmern und Ziegen extrahiert werden.
In neueren Arbeiten untersuchte sie die Fähigkeit freier Fettsäuren, als Bakterizide zu wirken. Sie ist Mitautorin eines internationalen Patents, das Laurinsäure als entscheidenden Bestandteil einer Mischung verwendet, die das Bakterium Helicobacter pylori in 40 Minuten abtöten kann. Weitere Arbeiten beschäftigten sich mit der Untersuchung der Fettsäureprofile neuseeländischer Fische, der Einarbeitung von Omega-3-Öl in eine fettarme Milch und die Identifizierung der Rolle von Gallensalzen bei dem Mechanismus, durch den die Einnahme von Sterolen den Cholesterinspiegel im Blut senkt.
O’Connor arbeitete über 20 Jahren mit Kolloid- und Oberflächenchemikern in Japan zusammen und sie betreute 70 Forschungsprojekte an der University of Auckland. Sie veröffentlichte fast 300 peer-reviewte Publikationen.

## Ehrungen (Auswahl)
- 1986: Fellow of the Royal Society Te Apāran[3]
- 1989: Commander of the Order of the British Empire (CBE)[4]
- 2018: Dame Companion of the New Zealand Order of Merit[5]
- Fellow of the New Zealand Institute of Chemistry
- Dame Charmian J. O’Connor Award in Chemie[6]
- Dame Joan Metge & Professor Charmian J O’Connor Post-Doctoral Research Award, der für neuseeländische Frauen konzipiert ist, die ein Projekt beenden möchten und dabei eine berufliche Verbindung zu einem Forschungsinstitut in Auckland haben